# البرتی پارتیدو
البرتی پارتیدو (به اسپانیایی: Alberti Partido) یک سکونتگاه مسکونی در آرژانتین است که در استان بوئنوس آیرس واقع شده‌است.